# Marco Antonio Mandruzzato
Marco Antonio Mandruzzato (né le 16 mai 1923 à Trévise et mort le 31 octobre 1969 à Milan) est un épéiste italien.

## Biographie
Marco Antonio Mandruzzato est vice-champion olympique en épée par équipe  en 1948 à Londres (avec Edoardo Mangiarotti, Carlo Agostoni, Dario Mangiarotti, Luigi Cantone et Fiorenzo Marini) et champion du monde en épée par équipes en 1949.